# Dongnebyeonhosa Jo Deul-ho
Dongnebyeonhosa Jo Deul-ho (동네변호사 조들호?, lett. Il procuratore distrettuale Jo Deul-ho; titolo internazionale My Lawyer, Mr. Jo, conosciuta anche come Neighborhood Lawyer Jo Deul-ho) è una serie televisiva sudcoreana trasmessa su KBS2 dal 28 marzo al 31 maggio 2016, tratta dall'omonimo webtoon di Hatzling.

## Trama
Jo Deul-ho ha davanti a sé una brillante carriera di procuratore ed è il genero del titolare di uno degli studi legali più famosi del paese, ma, quando denuncia la corruzione nell'ufficio del procuratore, perde tutto. Cerca così di ricostruire la sua vita trasformando il suo microscopico ufficio in una seconda occasione per diventare un avvocato che difende le persone e la legge.

## Personaggi
- Jo Deul-ho, interpretato da Park Shin-yang
- Lee Eun-jo, interpretata da Kang So-ra
- Shin Ji-wook, interpretato da Ryu Soo-young
- Jang Hae-kyung, interpretata da Park Sol-mi
- Shin Young-il, interpretato da Kim Kap-soo
- Jang Shin-woo, interpretato da Kang Shin-il
- Kim Tae-jung, interpretato da Jo Han-chul
- Presidente Jung, interpretato da Jung Won-joong
- Hwang Ae-ra, interpretata da Hwang Seok-jeong
- Bae Dae-soo, interpretato da Park Won-sang
- Kim Yoo-shin, interpretato da Kim Dong-jun

## Ascolti
| Episodio | Data di trasmissione | Dati TNMS           | Dati TNMS                  | Dati AGB            | Dati AGB                   |
| Episodio | Data di trasmissione | A livello nazionale | Area metropolitana di Seul | A livello nazionale | Area metropolitana di Seul |
| -------- | -------------------- | ------------------- | -------------------------- | ------------------- | -------------------------- |
| 1        | 28 marzo 2016        | 8,6%                | 8,5%                       | 10,1%               | 11,0%                      |
| 2        | 29 marzo 2016        | 10,5%               | 10,9%                      | 11,4%               | 12,5%                      |
| 3        | 4 aprile 2016        | 9,2%                | 9,6%                       | 10,9%               | 11,6%                      |
| 4        | 5 aprile 2016        | 9,6%                | 10,7%                      | 11,3%               | 11,6%                      |
| 5        | 11 aprile 2016       | 9,6%                | 10,2%                      | 12,3%               | 13,2%                      |
| 6        | 12 aprile 2016       | 11,0%               | 10,7%                      | 12,4%               | 12,7%                      |
| 7        | 18 aprile 2016       | 10,6%               | 11,7%                      | 12,6%               | 14,3%                      |
| 8        | 19 aprile 2016       | 11,4%               | 12,1%                      | 12,1%               | 12,8%                      |
| 9        | 25 aprile 2016       | 10,0%               | 10,6%                      | 12,7%               | 13,9%                      |
| 10       | 26 aprile 2016       | 10,1%               | 11,7%                      | 12,6%               | 13,5%                      |
| 11       | 2 maggio 2016        | 9,6%                | 11,1%                      | 11,0%               | 11,6%                      |
| 12       | 3 maggio 2016        | 10,6%               | 11,2%                      | 11,8%               | 12,8%                      |
| 13       | 9 maggio 2016        | 10,5%               | 11,9%                      | 11,8%               | 12,7%                      |
| 14       | 10 maggio 2016       | 11,3%               | 12,4%                      | 14,1%               | 15,5%                      |
| 15       | 16 maggio 2016       | 11,8%               | 12,5%                      | 14,1%               | 15,3%                      |
| 16       | 17 maggio 2016       | 12,7%               | 13,5%                      | 15,3%               | 16,5%                      |
| 17       | 23 maggio 2016       | 11,6%               | 12,1%                      | 14,0%               | 15,1%                      |
| 18       | 24 maggio 2016       | 12,5%               | 12,5%                      | 15,5%               | 16,4%                      |
| 19       | 30 maggio 2016       | 13,2%               | 14,0%                      | 14,2%               | 15,0%                      |
| 20       | 31 maggio 2016       | 14,1%               | 14,8%                      | 17,3%               | 18,6%                      |
| Media    | Media                | 10,93%              | 11,64%                     | 12,88%              | 13,83%                     |

## Colonna sonora
1. Walk To The Sky (하늘을 걸어) – Kim Feel
2. Bring It On (덤벼) – Defconn feat. BlunT
3. Hope (바라죠) – Im Jung-hee
4. Trapped Heart (갇힌 맘) – KCM

## Riconoscimenti
| Anno | Premio             | Categoria                                       | Ricevente      | Risultato       |
| ---- | ------------------ | ----------------------------------------------- | -------------- | --------------- |
| 2016 | Korea Drama Awards | Grand Prize (Daesang)                           | Park Shin-yang | Candidato/a     |
| 2016 | KBS Drama Awards   | Grand Prize (Daesang)                           | Park Shin-yang | Candidato/a     |
| 2016 | KBS Drama Awards   | Top Excellence Award, Actor                     | Park Shin-yang | Vincitore/trice |
| 2016 | KBS Drama Awards   | Excellence Award, Actress in a Mid-length Drama | Kang So-ra     | Candidato/a     |